# Melanotis
Melanotis là một chi chim trong họ Mimidae.